# Gillis Grafström

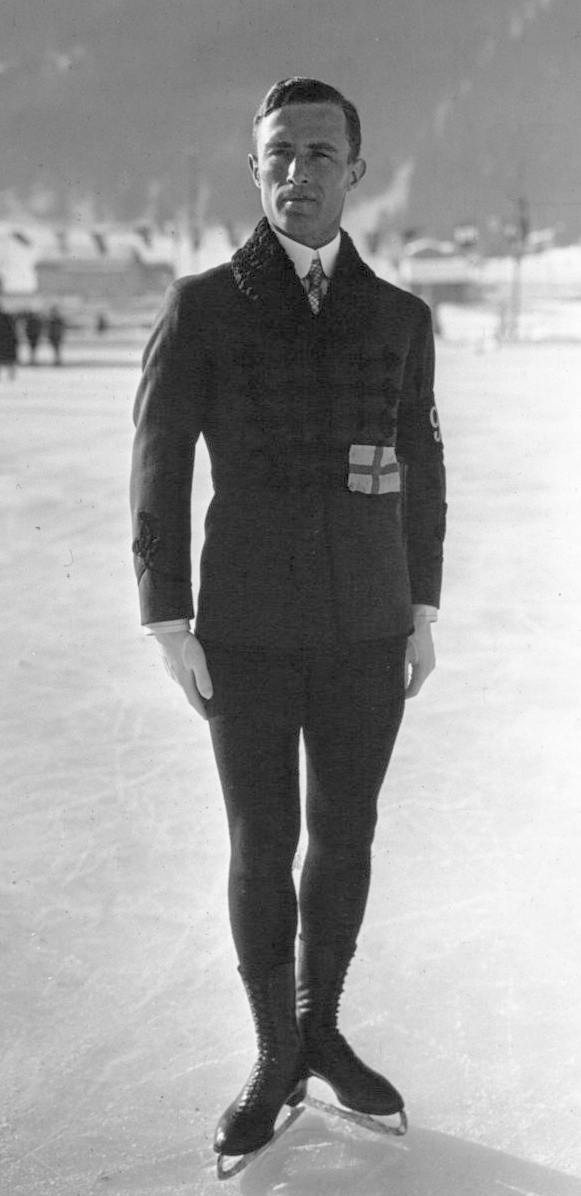
Gillis Grafström in 1924

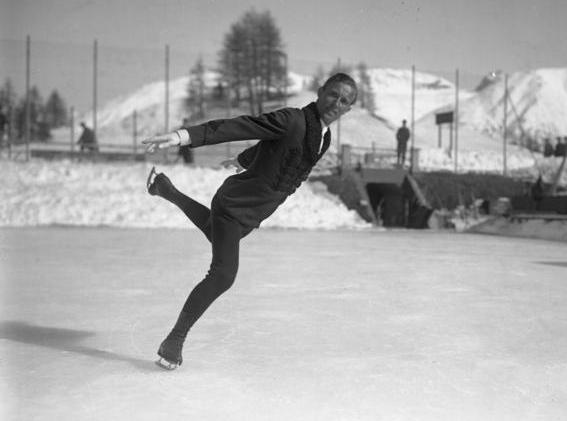
Gilles Grafström in actie

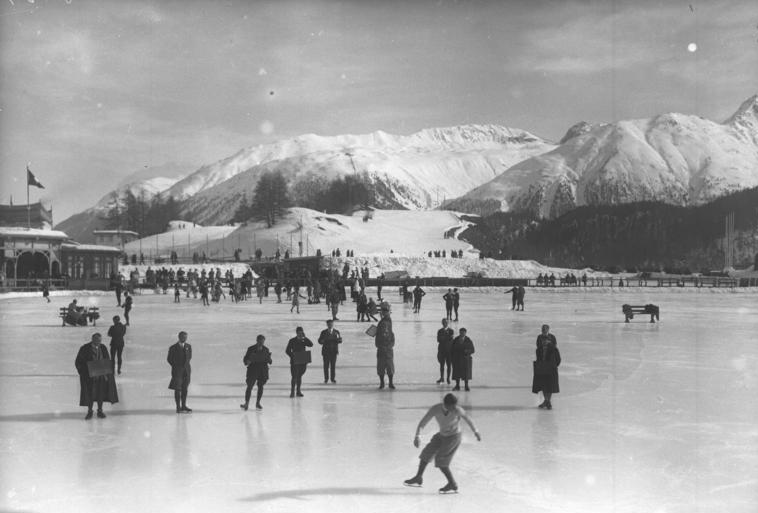
Gilles Grafström in actie tijdens de OS 1928

Gillis Emanuel Grafström (Stockholm, 17 juni 1893 - Potsdam (D), 14 april 1938) was een Zweedse kunstschaatser.

## Sportcarrière
Grafström nam vier keer deel aan het Kunstrijden op de Olympische Winterspelen. Bij zijn eerste deelname in 1920 werd hij olympisch kampioen. Hij werd de eerste kunstschaatser die zijn olympische titel prolongeerde (in 1924) en de eerste die drie olympische titels op rij won (in 1928). Hij was de eerste kunstschaatser die vier keer deel nam aan de Spelen en is de enige kunstschaatser die bij vier Olympische Winterspelen een medaille won, in 1932 voegde hij de zilveren medaille aan zijn drie gouden medailles toe. Hij is hiermee ook nog steeds de succesvolste olympische medaillewinnaar bij het kunstschaatsen.
Aan de Wereldkampioenschappen kunstschaatsen nam hij ook vier keer deel. Op het WK van 1914 eindigde hij op de zevende plaats. De WK's van 1922, 1924 en 1929 beëindigde hij als wereldkampioen. Aan de Europese Kampioenschappen kunstschaatsen heeft hij nooit deelgenomen.
Grafström geldt als een van de beste kunstschaatsers bij de verplichte figuren. Hij was de eerste die de Grafström-pirouette en de flying sit spin uitvoerde. Daarnaast was hij onder meer trainer/coach van Sonja Henie.
Sinds 1925 leefde hij in Potsdam waar hij, indien mogelijk, 's winters op het natuurijs van het Bornstedtermeer trainde. Daarnaast kon hij trainen op de kunstijsbaan in het Volkspark Friedrichshain.

### Belangrijke resultaten
| Kampioenschap       | 1914 | 1920 | 1922 | 1924 | 1928 | 1929 | 1932   |
| ------------------- | ---- | ---- | ---- | ---- | ---- | ---- | ------ |
| Olympische Spelen   |      | Goud |      | Goud | Goud |      | Zilver |
| Wereldkampioenschap | 7e   |      | Goud | Goud |      | Goud |        |

## Privé
Grafström studeerde Architectuur aan de Technische Hogeschool in Berlijn en was later ook als architect werkzaam. Hij verzamelde kunstwerken (zowel beelden, grafische als schilderijen) met als thema kunstschaatsen. Daarnaast was hij ook actief als auteur, kunstschilder en grafisch kunstenaar.
Op 9 februari 1938 huwde hij met Cécile von Mendelssohn Bartholdy (1898-1995). Goed twee maanden later overleed hij op 44-jarige leeftijd aan de gevolgen van een bloedvergiftiging. Zijn weduwe zette zijn verzameling voort. Deze bevindt zich tegenwoordig in het World Figure Skating Museum in Colorado Springs in de Verenigde Staten. Bij de invoering van de World Figure Skating Hall of Fame in 1976 (dat zich bij genoemd museum bevindt) was hij een van de twintig kunstschaatsers die hierin meteen werden opgenomen.
De stad Potsdam eerde hem door een straat naar hem te benoemen.
1908: Ulrich Salchow ·
1920: Gillis Grafström ·
1924: Gillis Grafström ·
1928: Gillis Grafström ·
1932: Karl Schäfer ·
1936: Karl Schäfer ·
1948: Richard Button ·
1952: Richard Button ·
1956: Hayes Alan Jenkins ·
1960: David Jenkins ·
1964: Manfred Schnelldorfer ·
1968: Wolfgang Schwarz ·
1972: Ondrej Nepela ·
1976: John Curry ·
1980: Robin Cousins ·
1984: Scott Hamilton ·
1988: Brian Boitano ·
1992: Viktor Petrenko ·
1994: Aleksej Oermanov ·
1998: Ilja Koelik ·
2002: Aleksej Jagoedin ·
2006: Jevgeni Pljoesjtsjenko ·
2010: Evan Lysacek ·
2014: Yuzuru Hanyu ·
2018: Yuzuru Hanyu ·
2022: Nathan Chen
- Bibliothèque nationale de France: cb17029035c (data)
- Gemeinsame Normdatei: 174357699
- International Standard Name Identifier: 0000 0004 5806 0882
- KulturNav: 3ce00bcb-099d-4765-9a40-5019648b655b
- Virtual International Authority File: 727145858106923021813
- WorldCat: E39PBJbRdMFdbmQC8gbF6DJRrq